# Salix sphaeronymphe
Salix sphaeronymphe — вид квіткових рослин із родини вербових (Salicaceae).

## Морфологічна характеристика
Це дерево чи кущ до 8 метрів заввишки. Гілочки червонувато-коричневі чи пурпурувато-коричневі, тонкі; молоді гілочки волосисті, ± гладенькі. Листкова ніжка 15–50 мм, запушена чи майже гола; листкова пластинка ланцетна, іноді вузько-ланцетна, 35–50 × 10–15 мм, абаксіально зеленувата, адаксіально тьмяно-зелена чи зелена, обидві поверхні запушені в молодості, потім ± голі, крім жилок, край залозисто-пилчастий, верхівка загострена чи гостра. Чоловіча сережка ≈ 20 × 4–6 мм. Чоловіча квітка: тичинок 2, різних; пиляки жовті, еліптичні. Жіноча сережка 10–25(30) × 2–3 мм, у плоду 25–45 × 7–9 мм. Жіноча квітка: зав'язь яйцеподібна, ≈ 2 мм, біло запушена, сидяча. Коробочка яйцювато-конічна, 3–4 мм; ніжка коротка чи відсутня.

## Середовище проживання
Китай [пд. Ганьсу, зх. Сичуань, сх. Тибет]. Росте уздовж річок і узбіччя доріг гірських схилів; на висотах 2600–3700 метрів.